# Aradus compressus
Aradus compressus är en insektsart som beskrevs av Heidemann 1907. Aradus compressus ingår i släktet Aradus och familjen barkskinnbaggar. Inga underarter finns listade i Catalogue of Life.